# Potopení trajektu Sewol
Trajekt MV Sewol se potopil v ranních hodinách 16. dubna 2014 na cestě z Inčchonu do Čedžu v Jižní Koreji. Plavidlo o výtlaku 6 825 tun vyslalo nouzový signál asi 2,7 km severně od ostrova Pjongpchungdo v 8.58 KST (23:58 UTC) dne 15. dubna 2014. Ze 476 cestujících a členů posádky jich při neštěstí zahynulo 306, z toho přibližně 250 studentů Tanwonské střední školy z města Ansa. Ze zhruba 170 přeživších byla více než polovina zachráněna rybářskými čluny a dalšími komerčními plavidly, jež na místo dorazila přibližně 40 minut před Korejskou pobřežní stráží.
Potopení trajektu vyvolalo v Jižní Koreji rozsáhlou společenskou a politickou reakci. Mnoho lidí kritizovalo jednání kapitána a většiny posádky, kritizován byl také provozovatel plavidla, společnost Čchonghedžin Marine, a regulační orgány, které dohlížely na jeho provoz. Kritice neunikl ani úřad prezidentky Pak Kun-hje za její reakci na neštěstí a snahu bagatelizovat vinu vlády a pobřežní stráž za špatné zvládnutí situace a nečinnost posádky záchranného člunu na místě. Rozhořčení veřejnosti vyvolalo též prvotní informování o neštěstí jihokorejskými médii a vládou, jež tvrdila, že všichni na palubě trajektu byli zachráněni, a která upřednostnila veřejný obraz před životy svých občanů, když odmítla pomoc jiných zemí a veřejně zlehčovala závažnost katastrofy.
Dne 15. května 2014 byl kapitán a tři členové posádky obviněni z vraždy, zatímco ostatních jedenáct osob bylo obviněno z opuštění lodi a nedbalosti. V rámci vládní kampaně, jejímž cílem bylo zlepšit veřejné mínění o ní v souvislosti s oficiální reakcí na potopení trajektu, byl vydán zatykač na Ju Pjong-ona (označovaného za majitele společnosti Čchonghedžin Marine). Navzdory celostátnímu pátrání se ho však nepodařilo najít. Dne 22. července 2014 policie oznámila, že identifikovala mrtvého muže nalezeného na poli v Sunčchonu, zhruba 290 km jižně od Soulu, jako Jua.